# Actia siphonosoma
Actia siphonosoma là một loài ruồi trong họ Tachinidae.